# Culpable (canção)
"Culpable" é uma canção da cantora e compositora mexicana Belinda. Gravada para o seu terceiro álbum de estúdio Carpe Diem.

## Projetos
A canção seria o primeiro single do Carpe Diem e teria um clipe gravado na Argentina mais ambos projetos foram cancelados.

## Sobre a canção
Em entrevista a revista Caras do Brasil,a cantora disse que a canção "é muito romântica, que fala de loucuras que podemos fazer por amor" disse também que "se considera muito romántica e que se inspira na música que gosta de escutar como  The Scientist, de Coldplay, Kiss Me… entre outras".

## Gênero Musical
A canção é uma fuzão de pop com ritmos electrônicos, os quais marcam a carreira musical da cantora.